# Hugo Maradona
Hugo Maradona (født 9. maj 1969, død 28. december 2021) også kendt som El Turco var en argentinsk fodboldspiller og træner. Han var lillebror til Diego Maradona. Han spillede for klubber i Sydamerika, Europa, Japan og Canada og spillede på argentinske ungdomslandshold.